# Dlhá nad Kysucou
Dlhá nad Kysucou és un poble i municipi d'Eslovàquia que es troba a la regió de Žilina, al centre-nord del país.

## Demografia
| Godina             | 1994 | 2004   | 2014    | 2024   |
| ------------------ | ---- | ------ | ------- | ------ |
| Nombre de persones | 480  | 503    | 633     | 619    |
| Diferència         |      | +4,79% | +25,84% | −2,21% |

| Godina             | 2023 | 2024   |
| ------------------ | ---- | ------ |
| Nombre de persones | 620  | 619    |
| Diferència         |      | −0,16% |